# Нагие и мёртвые (фильм)
«Нагие и мёртвые» (англ. The Naked and the Dead) — американский цветной военный фильм 1958 года, снятый режиссёром Раулем Уолшем, основанный на одноимённом романе «Нагие и мёртвые» Нормана Мейлера.

## Сюжет
1944 год. Вторая мировая война в Азии. Армия США начала проводить Филиппинскую операцию. Дивизия генерала Каммингса высаживается на одном из островов Тихого океана. После удачной высадки на берег и подавления небольшого сопротивления японцев, американцы с медленной скоростью продвигаются вперёд, отражая атаки врага. Из-за отсутствия воздушной и морской поддержки дальнейшее наступление дивизии генерала Каммингса вглубь острова упиралось в хорошо укреплённую японскую оборону. Разведвзвод сержанта Крофта отправляется в японский тыл для сбора информации о силах и перемещении врага. В качестве наказания в последний момент к группе присоединяется адъютант Каммингса лейтенант Хирн, который становится новым командиром взвода. Находясь на задании, взвод несёт потери, включая сержанта Крофта. Разведвзвод возвращается с задания вместе с раненым лейтенантом Хирном, которого доставляют в полевой госпиталь. Благодаря переданным по радиостанции разведданным о концентрации японских войск, дивизия генерала Каммингса проводит успешную наступательную операцию по разгрому врага.

## В ролях
- Альдо Рэй — сержант Сэм Крофт
- Клифф Робертсон — лейтенант Роберт Хирн
- Рэймонд Мэсси — генерал Каммингс
- Лили Сент-Сир — Уилла Мэй / Лили
- Барбара Николс — Милдред Крофт
- Уильям Кэмпбелл — Браун
- Ричард Джекел — Галлахер
- Джеймс Бест — Риджес
- Джоуи Бишоп — Рот
- Джерри Пэрис — Голдстейн
- Роберт Гист — Ред
- Л.К. Джонс — Вудро «Вуди» Уилсон
- Макс Шоуолтер — полковник Даллесон (в титрах — Кейси Адамс)
- Джордж Берадино — капитан Мантелли (в титрах — Джон Берардино)
- Эдвард Макнелли — Кон
- Грег Роман — Минетта

В титрах не указаны
- Пол Брайан[англ.] — генерал
- Сандра Эдвардс — девушка в последовательности сновидений
- Норман Грабовски[англ.] — солдат на борту корабля
- Том Гринвэй[англ.] — генерал
- Уильям Хадсон[англ.] — майор
- Нельсон Ли[англ.] — адмирал
- Грейс Ли Уитни — девушка в последовательности сновидений

## Съёмочная группа
- Режиссёр: Рауль Уолш
- Продюсер: Пол Грегори
- Сценаристы: Денис Сандерс, Терри Сандерс
- Оператор: Джозеф Лашелл
- Композитор: Бернард Херрман